# Тјековске Њемце
Тјековске Њемце (слч. Tekovské Nemce) насељено је мјесто са административним статусом сеоске општине (слч. obec) у округу Злате Моравце, у Њитранском крају, Словачка Република.

## Становништво
| Година:    | 1994. | 2004. | 2014.   | 2024.   |
| ---------- | ----- | ----- | ------- | ------- |
| Број људи: | 1067  | 1067  | 1071    | 1029    |
| Разлика:   |       | +0 %  | +0,37 % | -3,92 % |

| Година:    | 2023. | 2024.   |
| ---------- | ----- | ------- |
| Број људи: | 1039  | 1029    |
| Разлика:   |       | -0,96 % |

Према подацима о броју становника из 2011. године насеље је имало 1.060 становника.